# João do Rego Monteiro

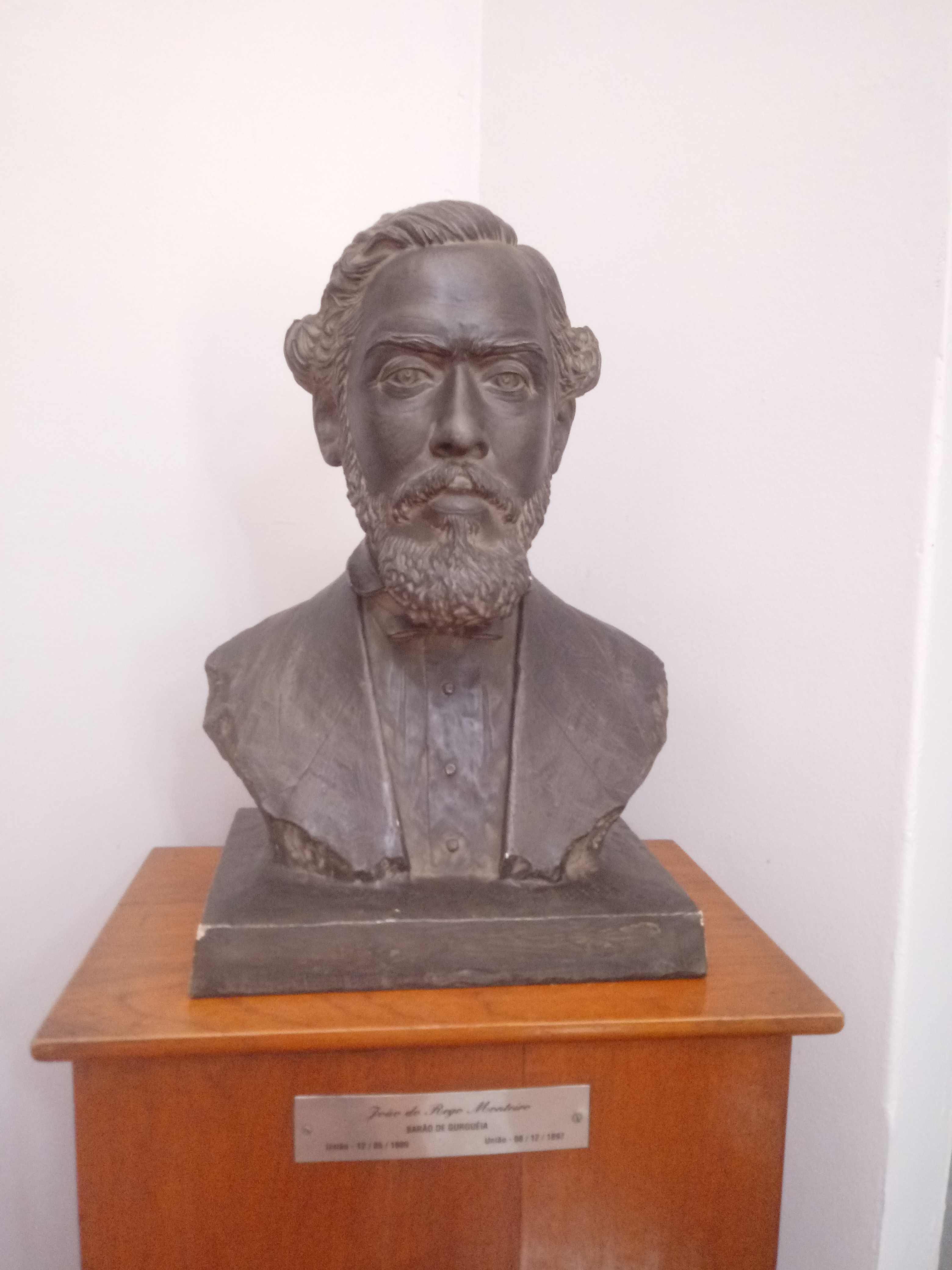
Busto de Rego Monteiro na Casa da Dona Carlotinha.

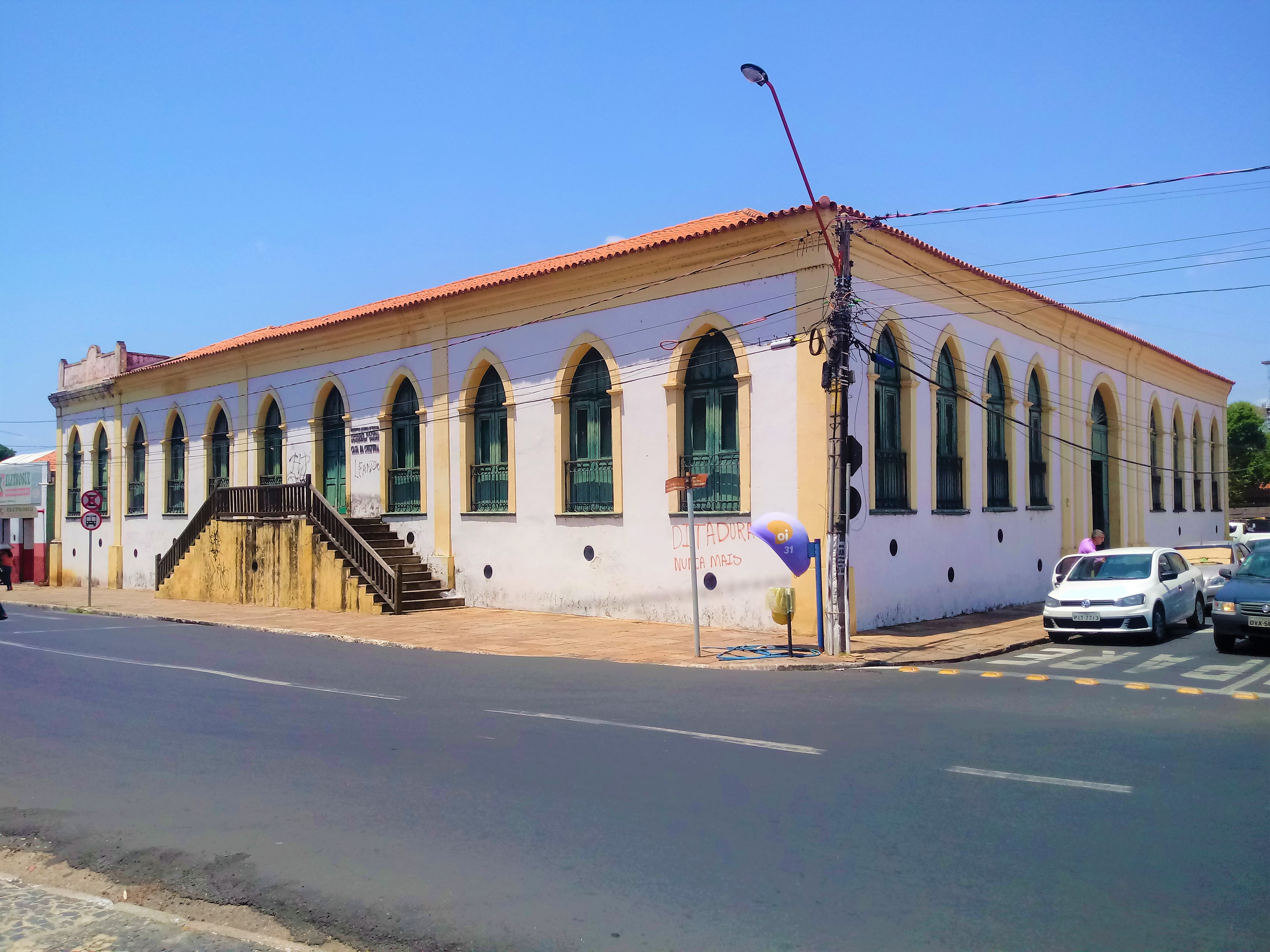
Casa que foi do Barão de Gurgueia, atual Casa da Cultura de Teresina.

João do Rego Monteiro, primeiro e único barão de Gurgueia (União, 1 de maio de 1809 — União, 8 de dezembro de 1897), foi um político e fazendeiro brasileiro.
Foi deputado provincial por quatro legislaturas, de 1854 a 1855, de 1856 a 1857, de 1872 a 1873 e de 1886 a 1887.
Era comendador da Imperial Ordem da Rosa e também coronel da Guarda Nacional.

## Literatura
- SARAIVA, José Alexandre Saraiva. Uma vida, um exemplo - Viagem ao mundo maravilhoso de Luís Carlos Boavista do Rego Monteiro